# 集集樟腦出張所

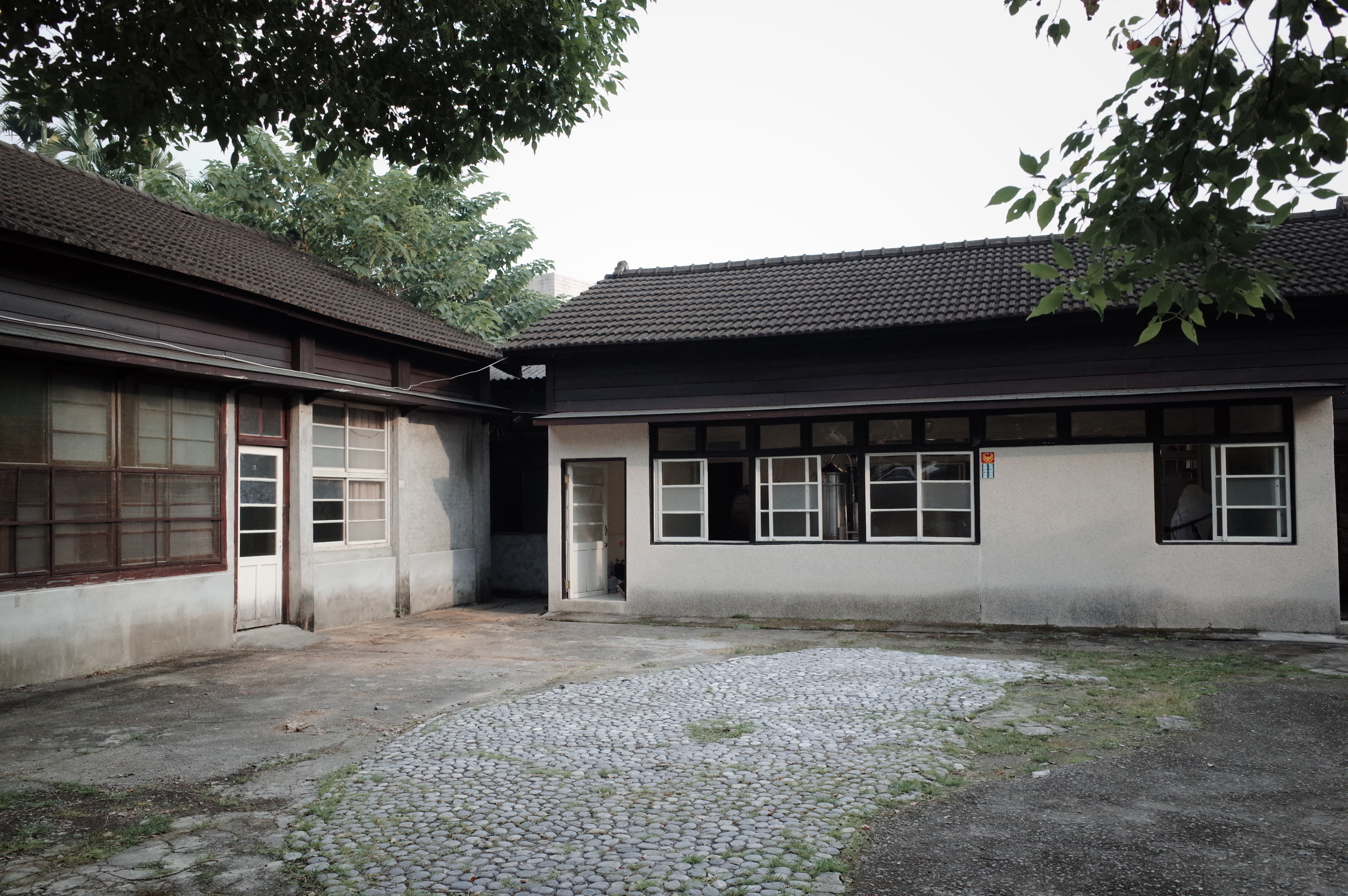
樟腦出張所建築群一景

集集樟腦出張所是臺灣過去負責製作樟腦的單位之一，位於南投縣集集鎮，始於台灣日治時期的專賣局集集出張所，在二戰後曾隸屬臺灣省政府建設廳樟腦局、台灣省樟腦廠。其自日治時期遺留至今的日式建築群，於2019年被列為南投縣歷史建築。

## 沿革
清治時期，樟腦、蔗糖與茶葉並稱台灣三寶，集集街市當時的繁榮也與的樟腦開採息息相關。於1887年，劉銘傳即在集集設有樟腦硫磺總局之分局，負責周邊地區的樟腦製造及管理。
日治時期的樟腦專賣於1899年實施，樟腦業者必須將樟腦賣給中央，再由中央統一販售。集集地區的樟腦事務在1896年改由「林杞埔撫墾署」管轄，於1910年改由「臺灣樟腦局林杞埔支局」管轄，於1911年5月再改由「專賣局腦務課」管轄。臺灣總督府在1919年將臺灣的14家製腦會社合併為「臺灣製腦株式會社」，並設有「集集出張所」，負責能高郡、新高郡、竹山郡、南投郡、部分斗六郡的樟腦製作。「出張」為日語出差之意。當時樟腦製造主要以「腦灶」方式用柴火蒸餾樟樹，需時約24小時，冷卻後樟木蒸汽形成白色凝固腦沙與腦油，由挑夫送至出張所集中，再由集集火車支線運送至台北的總工廠精製後方為最終成品。
於昭和九年（1934年）6月30日，總督府將台灣製腦株式會社解散，將樟腦製造改為專賣局官營，徵收原臺灣製腦株式會社集集出張所舊址土地與房舍做為使用，並於台中支局下設有「專賣局集集出張所」，管理25個製腦地、634個腦灶。集集出張所原位於集集大眾爺廟、大樟樹一帶，後因原房舍老舊及腹地狹小，因而在1934年至1942年間，分批移築至現在集集樟腦出張所之所在位置，西側為集集郡役場、南側為集集公學校，而集集出張所的主要廳房宿舍於1942年移築完成。
| 監督所         | 收納所       | 巡視所       | 管轄範圍                                      |
| -------------- | ------------ | ------------ | --------------------------------------------- |
| 集集出張所直轄 | 直轄         | 直轄         | - 新高郡：草嶺、集集 - 南投郡：二尖山、中寮   |
| 集集出張所直轄 | 水裡坑收納所 | 直轄         | - 新高郡：集集、郡坑溪 - 竹山郡：牛轀轆       |
| 集集出張所直轄 | 水裡坑收納所 | 拔社埔巡視所 | - 新高郡：頭社、治茆山、バクラス、人倫        |
| 集集出張所直轄 | 水裡坑收納所 | 水社巡視所   | - 新高郡：水社、魚池、頭社                    |
| 集集出張所直轄 | 水裡坑收納所 | 人倫巡視所   | - 新高郡：人倫                                |
| 內茅埔監督所   | 直轄         | 直轄         | - 新高郡：郡坑溪、內茅埔、望鄉、楠子腳萬      |
| 內茅埔監督所   | 和社收納所   | 直轄         | - 新高郡：楠子腳萬、新高東埔、和社            |
| 內茅埔監督所   | 和社收納所   | 神木巡視所   | - 新高郡：和社                                |
| 竹山監督所     | 直轄         | 直轄         | - 竹山郡：勞水坑、竹山、杉林溪 - 斗六郡：坪頂 |
| 竹山監督所     | 直轄         | 大鞍巡視所   | - 竹山郡：竹山、杉林溪                        |
| 竹山監督所     | 直轄         | 車輄寮巡視所 | - 竹山郡：鹿谷、清水溝、小半天                |

戰後國民政府遷台至2011年人員全部遷出前，隨著樟腦產業轉趨沒落，樟腦出張所失去原有的功能，該出張所經歷了臺灣樟腦公司集集製腦所、 臺灣省樟腦局集集製腦管理所、林務局巒大林區管理處員工宿舍等不同時期及單位的使用，至今一百多年歷史，為目前台灣僅存的樟腦出張所。

## 建築特色
集集樟腦出張所建築群的面積約4,200平方公尺，共10棟完整建築，建築群分為三部份，右側辦公廳舍、左側宿舍與廳舍，為傳統木造日式建築，對稱而簡潔正門入口，入口門廊「雨庇」，為亭式入口建築，採木造屋頂雙柱建築，大門為雙開式大門，其風格俐落、簡約，左側宿舍為和式風格廳舍，建築皆可相互通連、串接，形成注重室內外空間連接的日式風格建築，為簡潔、明亮、開放的空間特色。
目前該樟腦出張所由國有財產局委託集集鎮公所代管，該公所規劃該區為「集集文化產業園區」，不定期展演各式文化活動，和爭取藝術家進駐，以文化、藝術活化該園區之內涵與魅力。
2019年，南投縣政府文化局公告登錄集集樟腦出張所建築群為歷史建築，並於公所爭取之下獲中央經費挹注，文化部補助近1億6000萬元，協助修復傾頹之建物，預計2022年底完成修繕作業。

## 資料來源
1. 1 2 3 4  臺灣總督府專賣局. . 國史館臺灣文獻館. 1941.
2. 1 2 3  . 2015-10-30. 原始内容存档于2017-01-18 （中文（臺灣））.
3. 1 2  , 國家文化資訊網, 2019-01-02, （原始内容存档于2020-05-06） （中文（臺灣））
4. ↑  . 自由時報. 2018-12-03  [2021-03-31]. （原始内容存档于2021-03-20）.
5. ↑  李鴻祺. . 客家新聞. 2019-01-26 （中文（臺灣））.
6. ↑  劉濱銓. . 自由時報. 2021-03-19. （原始内容存档于2021-03-19） （中文（臺灣））.

## 外部連結
- 集集樟腦出張所 臉書專頁
- 文化部核定集集樟腦出張所建築群再造歷史現場計畫 （页面存档备份，存于）
- 拚「億」級活化！集集樟腦出張所 先砸5000萬修復老宿舍 （页面存档备份，存于）
- 南投集集樟腦出張所 獲1.6億補助修復
- 集集「樟腦出張所」成歷史建築 打造文創空間